# Bruno Tesch (Chemiker)

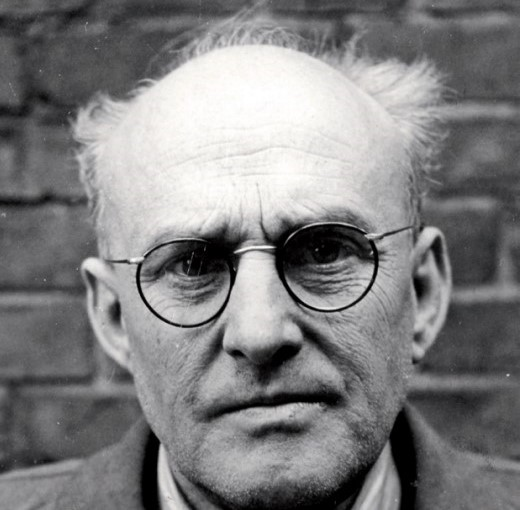
Tesch in britischer Haft (1945)

Bruno Emil Tesch (* 14. August 1890 in Berlin; † 16. Mai 1946 in Hameln) war ein deutscher Chemiker und Unternehmer. Er war Gründer und ab 1942 alleiniger Inhaber der Firma  Tesch & Stabenow, die während des Zweiten Weltkriegs das Insektizid und Zellgift Zyklon B unter anderem in Konzentrationslager lieferte. Er wurde 1946 angeklagt, das Zyklon B in dem Wissen geliefert zu haben, dass es zur massenhaften Vergasung von Menschen eingesetzt wurde. Ein britisches Militärgericht verurteilte ihn  als Kriegsverbrecher zum Tode.

## Beruflicher Werdegang
Nach bestandenem Abitur studierte Tesch im Jahre 1910 in Göttingen zunächst ein Semester Mathematik und Physik, setzte dann aber das Studium in Berlin mit Schwerpunkt Chemie fort. Er promovierte 1914 und meldete sich bei Beginn des Ersten Weltkrieges als Kriegsfreiwilliger. Nach einer Kriegsverletzung wurde Tesch von Fritz Haber zur Entwicklung „kriegschemischer Waffen“ an das Kaiser-Wilhelm-Institut für physikalische Chemie und Elektrochemie berufen. Nach dem Krieg blieb er dort bis März 1920 als persönlicher Assistent Habers.
Anschließend übernahm Tesch die Leitung der Berliner Niederlassung der Deutschen Gesellschaft für Schädlingsbekämpfung (Kurzform: Degesch) GmbH. Ende 1922 übernahm er die Niederlassung in Hamburg, die sich vorwiegend mit Schiffsbegasungen befasste. Gemeinsam mit dem Kaufmann Paul Stabenow gründete er 1924 die Hamburger Firma Tesch & Stabenow (Testa) GmbH, aus der Stabenow aber schon 1927 wieder ausschied. Geschäftsfeld war die Schädlingsbekämpfung, insbesondere in den Lagerhäusern des Hamburger Hafens und auf Schiffen. Die neu gegründete Firma erhielt wegen der Erfahrung und Fachkunde, die Tesch nachweisen konnte, als einzige die Genehmigung des Senats, Begasungen mit der auch für Menschen hoch toxischen Blausäure durchzuführen. Tesch bildete auch Mitarbeiter der staatlichen Desinfektionsanstalt für die Begasung im sogenannten „Bottich-Verfahren“ aus und lieferte die Chemikalien.
Tesch, Mitglied der NSDAP (1933) und Förderndes Mitglied der SS, wurde im Juni 1942 durch Ausscheiden des Mehrheitsgesellschafters Degesch GmbH „Alleininhaber der Testa“. Im Zweiten Weltkrieg belieferte die Firma Wehrmachtsstellen und Konzentrationslager mit dem Insektizid und Zellgift Zyklon B, das dort in großen Mengen zur Entwesung eingesetzt wurde. Es wurde wegen seiner hohen Wirksamkeit auch zum Völkermord in den Gaskammern von Auschwitz eingesetzt.

## Prozess
Nach der Anzeige eines Mitarbeiters wurde Tesch im September 1945 festgenommen. Auch der zweite Geschäftsführer Karl Weinbacher und der bei der Testa für die praktischen Durchgasungsarbeiten zuständige Joachim Drosihn wurden festgenommen. Vom 1. bis zum 8. März 1946 fand im Hamburger Curiohaus der Testa-Prozess gegen die Drei wegen Kriegsverbrechen vor einem britischen Militärgericht statt. Ihnen wurde vorgeworfen, Giftgas zur Ermordung von KZ-Insassen geliefert zu haben und zwar in vollem Bewusstsein, wofür ihre Lieferungen bestimmt waren.
Mehrere Mitarbeiter sagten als Zeugen aus, Tesch habe im Herbst 1942 einen Bericht über eine Geschäftsreise verfasst, wonach Menschen mit Zyklon B ermordet wurden. Tesch bestritt dies. Der Bericht selbst konnte nicht beigebracht werden. Von außerordentlicher Bedeutung waren im Prozess die Liefermengen von Zyklon B nach Auschwitz, die allein 1943 zwölf Tonnen betrugen. Tesch selbst bestätigte, Kurse für Polizei und SS-Angehörige in Riga und Sachsenhausen durchgeführt zu haben. Auf seine Erfahrungen bei seinen Besuchen in Konzentrationslagern ging Tesch nur spärlich ein. Er wollte selbst nur im KZ Neuengamme und im KZ Sachsenhausen gewesen sein. Eine wichtige Rolle spielte vor Gericht ferner, wer in der Firma Testa über die Zyklon-B-Verkäufe entschied. Während das Gericht Drosihn zubilligte, diese Macht nicht gehabt zu haben, konnte Weinbacher, der auch mit 1 % des Umsatzes an den Zyklon-B-Verkäufen beteiligt war, als Prokurist bzw. ab Juni 1943 als zweiter alleinvertretungsberechtigter Geschäftsführer solche Entscheidungen selbst fällen. 
Die Verteidigung argumentierte, keiner der Angeklagten habe davon gewusst, dass mit dem Zyklon B Menschen ermordet wurden. Teschs Anwalt versuchte dabei, die von Zeugen gemachten Angaben zur Zahl der ermordeten Menschen anzugreifen. Tesch und Weinbacher wurden zum Tode durch den Strang verurteilt, weil diese schon bei der Lieferung gewusst hätten, dass Menschen damit vergiftet werden sollten. Teschs Mitarbeiter Joachim Drosihn wurde freigesprochen. Bruno Tesch wurde am 16. Mai 1946 im Zuchthaus Hameln durch den Henker Albert Pierrepoint hingerichtet.

## Deutungen
Jean-Claude Pressac äußert Zweifel bezüglich des Tesch belastenden Reiseberichts, der beim  Prozess nicht vorgelegt werden konnte: „In 1940 [false: 1946], simple malicious gossip could easily lead to someone being hung. I do not know whether the ‚trip report‘ was produced before the Tribunal, but is if [sic = lies: but if it] was not, then, this trial was a masquerade.“
Angelika Ebbinghaus verweist zwar auf entlastende Argumente und stellt manche Schlussfolgerungen infrage, äußert jedoch im Hinblick auf den Angeklagten Tesch: „Der im Prozeß ausführlich erörterte Reisebericht belastete meines Erachtens Tesch eindeutig, weshalb ich auch in der Bewertung dieses Prozesses trotz aller Probleme nie soweit wie Pressac gehen würde.“ Da Historiker nicht die Rolle von Richtern übernehmen sollten, stelle sich ein ganz anderes Problem, nämlich dass in der historischen Forschung versäumt worden sei, „den gesamten Komplex der Vernichtungswirtschaft mit ihren personellen und institutionellen Verflechtungen, aber auch technologischen Verbindungen aufzuarbeiten“.